# Alex Brightman
Alexander Michael Brightman (5 de febrer de 1987) és un actor i cantant estatunidenc. És conegut sobretot pel seu treball en el teatre musical, concretament com a Dewey Finn a l'adaptació musical de School of Rock i el personatge principal de Beetlejuice the Musical. Ambdós papers li van valdre nominacions al premi Tony al millor actor en un musical el 2016 i el 2019 respectivament.

## Primers anys
Brightman va créixer a Saratoga, Califòrnia. El seu pare va fundar el Worldwide Disabilities Solutions Group d'Apple i la seva mare treballava en una clínica de diàlisi. Va assistir a Bellarmine College Preparatory, una escola Jesuïta exclusivament masculina a San Jose, Califòrnia, i es va graduar el 2005. A més, va actuar amb el Children's Musical Theatre San Jose durant la seva joventut.

## Carrera

### Broadway
Brightman va treballar per primera vegada a Broadway l'any 2008, com a membre d'un conjunt i suplent a Glory Days, que va tancar després d'una sola actuació. Brightman no va actuar mai al programa. A partir de llavors, Brightman va ser elegit com el munchkin Boq i va fer el seu debut a Broadway a Wicked. Es va quedar amb l'espectacle durant dos anys. El seu següent paper a Broadway va ser l'any 2012 a Big Fish com a membre del conjunt i suplent per a un paper principal. Més tard, el 2013, Brightman va interpretar a Michael Wormwood a Matilda the Musical.
El 2014, Brightman es va unir al musical d'Andrew Lloyd Webber, School of Rock, adaptat de la pel·lícula del 2003 del mateix nom. Inicialment, Brightman va interpretar diversos papers que estaven destinats a ser interpretats per actors infantils, però que van ser interpretats per adults per les actuacions de prova. Brightman va interpretar el paper protagonista de Dewey, primer, en els concerts de l'espectacle, i després, en el seu primer paper protagonista, a la producció de Broadway. Brightman va actuar com a Dewey Finn al Winter Garden Theatre de Broadway. Per aquesta actuació, Brightman va rebre una nominació al premi Tony 2016 al millor actor en un musical. Brightman va interpretar la seva darrera actuació com a Dewey el 5 de novembre de 2016 i va tornar a repetir el paper per un període limitat l'abril de 2017. Va tornar a Broadway el 2019 per interpretar el paper principal al musical Beetlejuice. Va ser novament nominat al premi Tony al millor actor en un musical a la cerimònia de la 73a cerimònia dels premis Tony.

### Altres treballs
Brightman és membre del grup de comèdia, The (M)orons, juntament amb altres actors/escriptors de Broadway, Andrew Kober, F. Michael Haynie i Drew Gasparini. Brightman està desenvolupant actualment dos nous musicals titulats The Whipping Boy i It's Kind of a Funny Story (basat en la novel·la del mateix nom), amb Gasparini, pels quals Brightman va coescriure la lletra. Brightman va fer una aparició a Impractical Jokers durant el càstig musical de Brian "Q" Quinn que es basa en l'experiència de la vida real d'aquest últim com a bomber i va deixar aquesta vida enrere per a la fama televisiva. L'octubre de 2019, es va anunciar que Brightman s'uniria al repartiment de la pel·lícula de comèdia dirigida per Billy Crystal Here Today. El 2020 es va revelar que Brightman donava veu al personatge Fizzarolli i al seu doppelganger robòtic Robo Fizz, a la sèrie de dibuixos animats Helluva Boss.